# Hipercub
|             |                   |
| 3-cub (cub) | 4-cub (tesseract) |

În geometrie, un hipercub este corespondentul într-un spațiu n-dimensional al pătratului din spațiul bidimensional (n = 2), respectiv al cubului din spațiul tridimensional (n = 3). Sunt politopuri regulate, închise, compacte, convexe, al căror schelet este format din segmente de aceeași lungime, paralele, opuse, aliniate cu direcțiile dimensiunilor, și perpendiculare unele pe altele. Lungimea celor mai lungi diagonale ale unui hipercub în n dimensiuni este {\displaystyle {\sqrt {n}}}.
Un hipercub n-dimensional este numit adesea n-cub sau, uneori, cub n-dimensional. Termenul politop de măsură (engleză measure polytope) (folosit inițial de Elte în 1912) este de asemenea întâlnit, în special în lucrările lui H. S. M. Coxeter, care notează hipercuburile cu γn.
Hipercubul este un caz particular al hiperdreptunghiului⁠(d) (care este numit și „n-ortotop”).
Hipercubul unitar este un hipercub ale cărui laturi au lungimea de o unitate. Hipercubul care are cele 2n vârfuri din Rn cu fiecare coordonată egală cu 0 sau 1 este numit „hipercubul unitate”.

## Construcția

Schema generării unui 4-cub dintr-un punct

Animație cu generarea unui 4-cub dintr-un punct

Proiecția unui 4-cub (tesseract) în rotație

Un hipercub poate fi definit prin creșterea numărului de dimensiuni:
0 – Un punct este un hipercub în zero dimensiuni.
1 – Deplasând punctul cu o unitate de lungime de-a lungul unei dimensiuni se va obține un segment, care este un hipercub cu o dimensiune.
2 – Deplasând acest segment într-o direcție perpendiculară pe direcția segmentului, cu o unitate de lungime, se va obține un pătrat, care este un hipercub în două dimensiuni.
3 – Deplasând acest segment într-o direcție perpendiculară pe planul pătratului, cu o unitate de lungime, se va obține un cub, care este un hipercub în trei dimensiuni.
4 – Deplasând acest segment într-o direcție perpendiculară pe celelalte trei dimensiuni, cu o unitate de lungime, se va obține un 4-cub, care este un hipercub în patru dimensiuni (numit și tesseract).
Procedeul se poate generaliza pentru orice număr de dimensiuni. Acest proces de parcurgere a volumelor poate fi formalizat matematic ca o sumă Minkowski⁠(d): hipercubul d-dimensional este suma Minkowski a d segmente mutual perpendiculare, prin urmare este un exemplu de zonotop.
1-scheletul hipercubului este graf hipercubic⁠(d).

## Coordonate
Hipercubul unitar în n dimensiuni este anvelopa convexă a punctelor date de toate permutările semnelor coordonatelor carteziene {\displaystyle \left(\pm {\frac {1}{2}},\pm {\frac {1}{2}},\cdots ,\pm {\frac {1}{2}}\right)}. El are laturile de lungime 1 și un volum n-dimensional de 1.
Un hipercub n-dimensional este adesea privit ca anvelopa convexă a tuturor permutărilor semnelor coordonatelor {\displaystyle (\pm 1,\pm 1,\cdots ,\pm 1)}. Această formă este des folosită datorită ușurinței scrierii coordonatelor. În acest caz lungimea laturilor este 2, iar volumul său n-dimensional este 2n.

## Elemente
Orice n-cub pentru n > 0 este format din elemente, sau n-cuburi de dimensiune inferioară, plasate pe suprafețele (n−1)-dimensionale ale hipercubului de proveniență. Fețele sale sunt hipercuburi (n−1)-dimensionale. Un hipercub n-dimensional are 2n elemente care-l mărginesc: o dreaptă unidimensională are 2 puncte de capăt; un pătrat bidimensional are 4 laturi; un cub tridimensional are 6 fețe bidimensionale, un 4-cub (tesseract) are 8 celule tridimensionale. Numărul de vârfuri ale unui hipercub este {\displaystyle 2^{n}} (de exemplu cubul are {\displaystyle 2^{3}} vârfuri (colțuri)).
Numărul de hipercuburi m-dimensionale (în continuare se va folosi această expresie pentru hipercuburi de dimensiuni inferioare) pe frontierele unui n-cub este
{\displaystyle E_{m,n}=2^{n-m}{n \choose m}},     unde {\displaystyle {n \choose m}={\frac {n!}{m!\,(n-m)!}}}       unde n! este factorial de n.
De exemplu, pe frontierele unui 4-cub (n = 4) există 8 cuburi (tip 3-cub), 24 de pătrate (2-cub), 32 de segmente (1-cub) și 16 vârfuri (0-cub).
Această relație poate fi demonstrată pe cale combinatorică: fiecare dintre {\displaystyle 2^{n}} vârfuri definește un capăt pe frontierele m-dimensionale. Există {\displaystyle {n \choose m}} moduri în care se pot alege liniile ("laturile") care definesc subspațiul definit de aceste laturi. Dar, deoarece fiecare latură apare de {\displaystyle 2^{m}} ori în vârfuri, numărul vârfurilor se obține prin împărțirea totalului cu acest număr.
Această relație se poate folosi pentru a obține formula pentru suprafața hipercubului n-dimensional. Această suprafață este: {\displaystyle 2ns^{n-1}}.
Aceste valori pot fi obținute cu relația liniară recursivă
{\displaystyle E_{m,n}=2E_{m,n-1}+E_{m-1,n-1}\!},       cu {\displaystyle E_{0,0}=1\!}   și elementele încă nedefinite (unde {\displaystyle n<m}, {\displaystyle n<0}, sau {\displaystyle m<0} ) {\displaystyle =0}.
De exemplu, prin extensia pătratului, în fiecare din cele 4 colțuri ale sale apare câte un segment, din care se vor forma pătratele care vor mărgini cubul, obținând-se în total {\displaystyle E_{1,3}\!} = 12 segmente (muchiile cubului).
|    |        |                           | m                       | 0           | 1             | 2           | 3             | 4      | 5      | 6      | 7      | 8      | 9      | 10      |
| n  | n-cub  | Denumiri alternative      | Simbol Schläfli Coxeter | Vârf 0-fețe | Latură 1-fețe | Fețe 2-fețe | Celulă 3-fețe | 4-fețe | 5-fețe | 6-fețe | 7-fețe | 8-fețe | 9-fețe | 10-fețe |
| -- | ------ | ------------------------- | ----------------------- | ----------- | ------------- | ----------- | ------------- | ------ | ------ | ------ | ------ | ------ | ------ | ------- |
| 0  | 0-cub  | Punct Monon               | ( ) ·                   | 1           |               |             |               |        |        |        |        |        |        |         |
| 1  | 1-cub  | Segment Dion              | {} ·                    | 2           | 1             |             |               |        |        |        |        |        |        |         |
| 2  | 2-cub  | Pătrat Tetragon           | {4} ·                   | 4           | 4             | 1           |               |        |        |        |        |        |        |         |
| 3  | 3-cub  | Cub Hexaedru              | {4,3} ·                 | 8           | 12            | 6           | 1             |        |        |        |        |        |        |         |
| 4  | 4-cub  | Tesseract 8-celule        | {4,3,3} ·               | 16          | 32            | 24          | 8             | 1      |        |        |        |        |        |         |
| 5  | 5-cub  | Pentaract Deca-5-top      | {4,3,3,3} ·             | 32          | 80            | 80          | 40            | 10     | 1      |        |        |        |        |         |
| 6  | 6-cub  | Hexaract Dodeca-6-top     | {4,3,3,3,3} ·           | 64          | 192           | 240         | 160           | 60     | 12     | 1      |        |        |        |         |
| 7  | 7-cub  | Heptaract Tetradeca-7-top | {4,3,3,3,3,3} ·         | 128         | 448           | 672         | 560           | 280    | 84     | 14     | 1      |        |        |         |
| 8  | 8-cub  | Octaract Hexadeca-8-top   | {4,3,3,3,3,3,3} ·       | 256         | 1024          | 1792        | 1792          | 1120   | 448    | 112    | 16     | 1      |        |         |
| 9  | 9-cub  | Enearact Octodeca-9-top   | {4,3,3,3,3,3,3,3} ·     | 512         | 2304          | 4608        | 5376          | 4032   | 2016   | 672    | 144    | 18     | 1      |         |
| 10 | 10-cub | Decaract Icosa-10-top     | {4,3,3,3,3,3,3,3,3} ·   | 1024        | 5120          | 11520       | 15360         | 13440  | 8064   | 3360   | 960    | 180    | 20     | 1       |

### Grafuri
Un n-cub poate fi proiectat într-un poligon regulat cu 2n laturi (Poligon Petrie). Tabelul următor prezintă exemple de la segment până la 15-cub.
| Segment | Pătrat | Cub    | 4-cub  | 5-cub  |
| 6-cub   | 7-cub  | 8-cub  | 9-cub  | 10-cub |
| 11-cub  | 12-cub | 13-cub | 14-cub | 15-cub |

## Familii conexe de politopuri
Hipercuburile aparțin uneia dintre puținele familii de politopuri regulate care sunt reprezentate în orice număr de dimensiuni.
Familia de hipercuburi este una dintre cele trei familii de politopuri regulate, notate de Coxeter cu γn. Celelalte două sunt familia pereche a hipercubului, ortoplecșii, notați cu βn, și simplexurile, notate cu αn. A patra familie, fagurii hipercubici a fost notată de el cu δn.
O altă familie înrudită de politopuri uniforme semiregulate sunt semihipercuburile⁠(d), care sunt construite din hipercuburi prin ștergerea alternantă de vârfuri și adăugarea în goluri a simplexurilor, forme notate cu hγn.
n-cuburile pot fi combinate cu perechile lor (ortoplecșii) pentru a forma politopuri compuse:
- în două dimensiuni se obține octagrama stelată, simbol Schläfli {8/2},
- în trei dimensiuni se obține compusul de cub și octaedru,
- în patru dimensiuni se obține compusul de tesseract și 16-celule.

## Relația cu (n−1)-simplexurile
Graful laturilor unui n-hipercub este izomorf cu diagrama Hasse⁠(d) a laticei fețelor (n−1)-simplexului. Acest fapt poate fi observat orientând diagrama n-hipercubului astfel încât două noduri să fie aliniate vertical, nodul de sus corespunzând (n−1)-simplexului însuși, iar cel de jos politopului nul. Fiecare nod conectat la nodul de sus marchează într-un mod unic o față (față n−2) a (n−1)-simplexului, fiecare nod conectat la aceste noduri marchează o față n−3 a simplexului, și tot așa, iar nodurile conectate nodului de jos marchează vârfurile simplexului.
Metoda poate fi folosită pentru a obține în mod eficient laticea fețelor unui (n−1)-simplex, deoarece algoritmii de enumerare a laticei fețelor aplicabili la politopuri în general necesită capacități de calcul mai mari.

## Hipercuburi generalizate
Politopurile complexe⁠(d) regulate pot fi definite în spațiul complex Hilbert drept hipercuburi generalizate, γp
n = p{4}2{3}...2{3}2, sau ... Există soluții reale pentru p = 2, de exemplu γ2
n = γn = 2{4}2{3} ...  2{3}2 = {4, 3, … , 3}. Pentru p > 2, ele există în {\displaystyle \mathbb {C} ^{n}}. Fețele sunt (n−1)-cuburi generalizate, iar vârfurile sunt simplexuri regulate.
Perimetrele poligoanelor regulate din proiecțiile ortogonale ale acestora sunt poligoane Petrie. Pătratele generalizate (n = 2) sunt trasate cu p-laturi în culori alternante, roșu și albastru, iar n-cuburile sunt trasate cu linii negre.
Numărul elementelor de tip m-față ale n-cubului p-generalizat este: {\displaystyle p^{n-m}{n \choose m}}. Există pn vârfuri și pn fețe.
|                                  | p = 2                                        |                                  | p = 3                     | p = 4                     | p = 5                       | p = 6                        | p = 7                        | p = 8                         |
| -------------------------------- | -------------------------------------------- | -------------------------------- | ------------------------- | ------------------------- | --------------------------- | ---------------------------- | ---------------------------- | ----------------------------- |
| {\displaystyle \mathbb {R} ^{2}} | · γ2 · 2 = {4} = · 4 vârfuri                 | {\displaystyle \mathbb {C} ^{2}} | · γ3 · 2 = · 9 vârfuri    | · γ4 · 2 = · 16 vârfuri   | · γ5 · 2 = · 25 vârfuri     | · γ6 · 2 = · 36 vârfuri      | · γ7 · 2 = · 49 vârfuri      | · γ8 · 2 = · 64 vârfuri       |
| {\displaystyle \mathbb {R} ^{3}} | · γ2 · 3 = {4,3} = · 8 vârfuri               | {\displaystyle \mathbb {C} ^{3}} | · γ3 · 3 = · 27 vârfuri   | · γ4 · 3 = · 64 vârfuri   | · γ5 · 3 = · 125 vârfuri    | · γ6 · 3 = · 216 vârfuri     | · γ7 · 3 = · 343 vârfuri     | · γ8 · 3 = · 512 vârfuri      |
| {\displaystyle \mathbb {R} ^{4}} | · γ2 · 4 = {4,3,3} · = · 16 vârfuri          | {\displaystyle \mathbb {C} ^{4}} | · γ3 · 4 = · 81 vârfuri   | · γ4 · 4 = · 256 vârfuri  | · γ5 · 4 = · 625 vârfuri    | · γ6 · 4 = · 1296 vârfuri    | · γ7 · 4 = · 2401 vârfuri    | · γ8 · 4 = · 4096 vârfuri     |
| {\displaystyle \mathbb {R} ^{5}} | · γ2 · 5 = {4,3,3,3} · = · 32 vârfuri        | {\displaystyle \mathbb {C} ^{5}} | · γ3 · 5 = · 243 vârfuri  | · γ4 · 5 = · 1024 vârfuri | · γ5 · 5 = · 3125 vârfuri   | · γ6 · 5 = · 7776 vârfuri    | γ7 · 5 = · 16,807 vârfuri    | γ8 · 5 = · 32,768 vârfuri     |
| {\displaystyle \mathbb {R} ^{6}} | · γ2 · 6 = {4,3,3,3,3} · = · 64 vârfuri      | {\displaystyle \mathbb {C} ^{6}} | · γ3 · 6 = · 729 vârfuri  | · γ4 · 6 = · 4096 vârfuri | · γ5 · 6 = · 15,625 vârfuri | γ6 · 6 = · 46,656 vârfuri    | γ7 · 6 = · 117,649 vârfuri   | γ8 · 6 = · 262,144 vârfuri    |
| {\displaystyle \mathbb {R} ^{7}} | · γ2 · 7 = {4,3,3,3,3,3} · = · 128 vârfuri   | {\displaystyle \mathbb {C} ^{7}} | · γ3 · 7 = · 2187 vârfuri | γ4 · 7 = · 16,384 vârfuri | γ5 · 7 = · 78,125 vârfuri   | γ6 · 7 = · 279,936 vârfuri   | γ7 · 7 = · 823,543 vârfuri   | γ8 · 7 = · 2,097,152 vârfuri  |
| {\displaystyle \mathbb {R} ^{8}} | · γ2 · 8 = {4,3,3,3,3,3,3} · = · 256 vârfuri | {\displaystyle \mathbb {C} ^{8}} | · γ3 · 8 = · 6561 vârfuri | γ4 · 8 = · 65,536 vârfuri | γ5 · 8 = · 390,625 vârfuri  | γ6 · 8 = · 1,679,616 vârfuri | γ7 · 8 = · 5,764,801 vârfuri | γ8 · 8 = · 16,777,216 vârfuri |